# Кожакельди
Кожакельди́ (каз. Қожакелді) — село у складі Аксуатського району Абайської області Казахстану. Входить до складу Иргизбайського сільського округу.
Населення — 102 особи (2021; 190 у 2009, 254 у 1999, 316 у 1989).
Національний склад станом на 1989 рік:
- казахи — 100 %

Станом на 1989 рік село називалось Кожагельди.